# Hidrolândia
Hidrolândia este un oraș în statul Goiás (GO) din Brazilia.